# Nissan Frontier
Nissan Frontier - торгова марка, що використовуються Nissan у кількох регіонах як альтернатива шильдикам Navara та NP300. 
У Північній Америці шильдик використовувався з 1997 року, замінюючи Hardbody. 
Починаючи з 2021 року, Frontier, що продається в США та Канаді, стала окремою моделлю, відмінною від світового ринку Navara/Frontier. Він більший і розроблений для задоволення потреб північноамериканського ринку.

## Паралельні моделі (D22, D40; 1997–2021)
D22 Frontier був введений в США та Канаді в 1997 році на заміну D21 Hardbody. На інших ринках D22 Frontier також називають Navara, NP300, Hardbody, PickUp. Він був замінений на D40 Frontier в 2004 році для 2005 модельного року, який продовжує вироблятися в США як для американського, так і для канадського ринку до 2021 модельного року. Обидва покоління були здебільшого ідентичні світовій версії Nissan, пропонованій деінде, з незначними змінами на ринку Північної Америки.
Довжина вантажної платформи стандартного пікапа складає 1,5 м та розрахована на 767 л вантажу. Довгобазна версія має 1,86 м та пропонує 948 л корисного об'єму. 

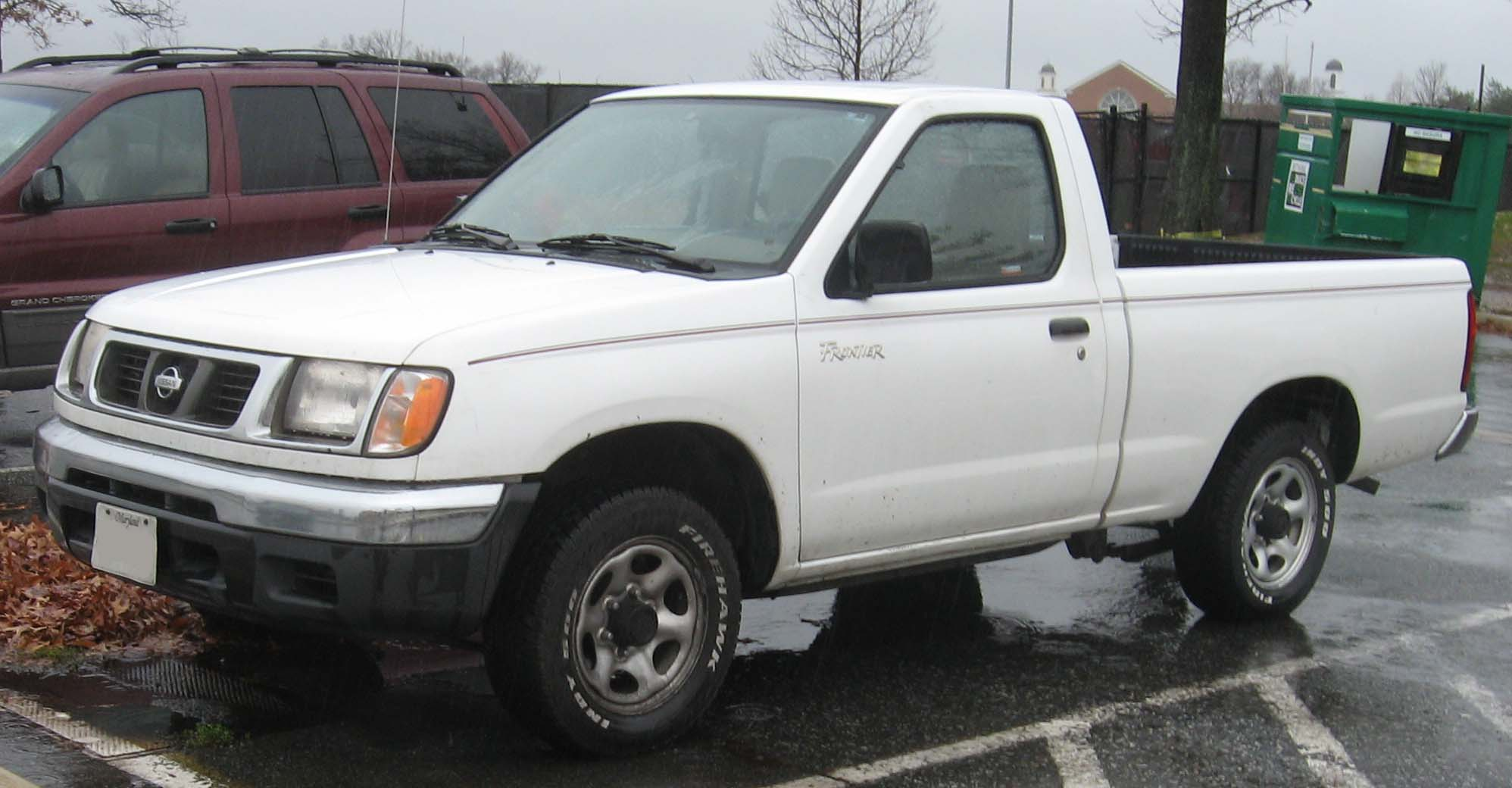
1998–2000 D22 Frontier single cab (США)
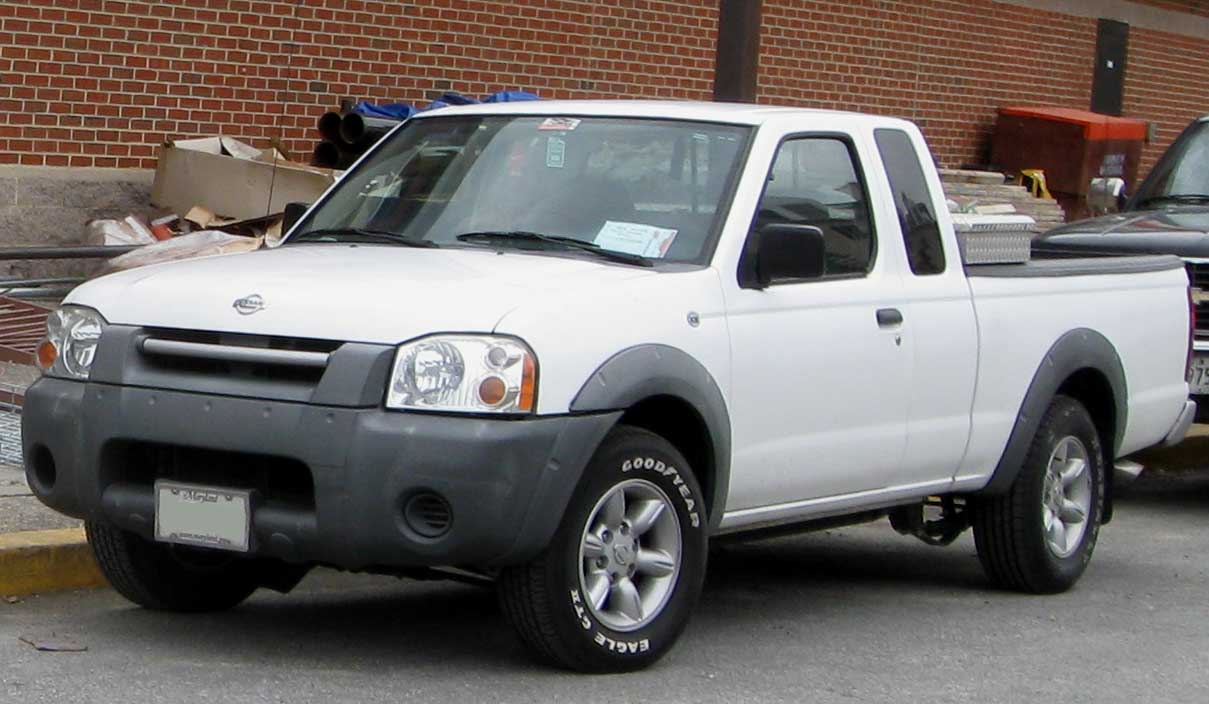
2001–2004 D22 Frontier extended cab (США)
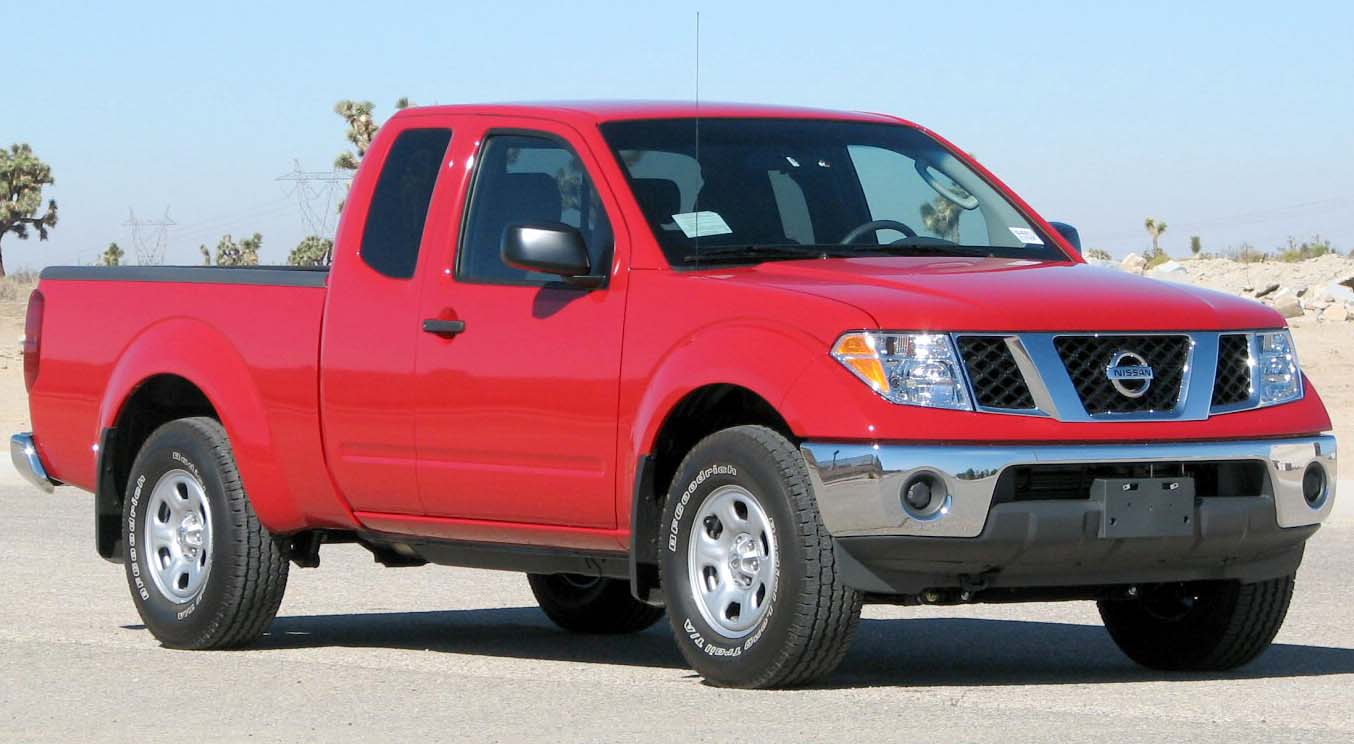
D40 Frontier crew cab (США)

## Самостійна модель (D41;  з 2021)

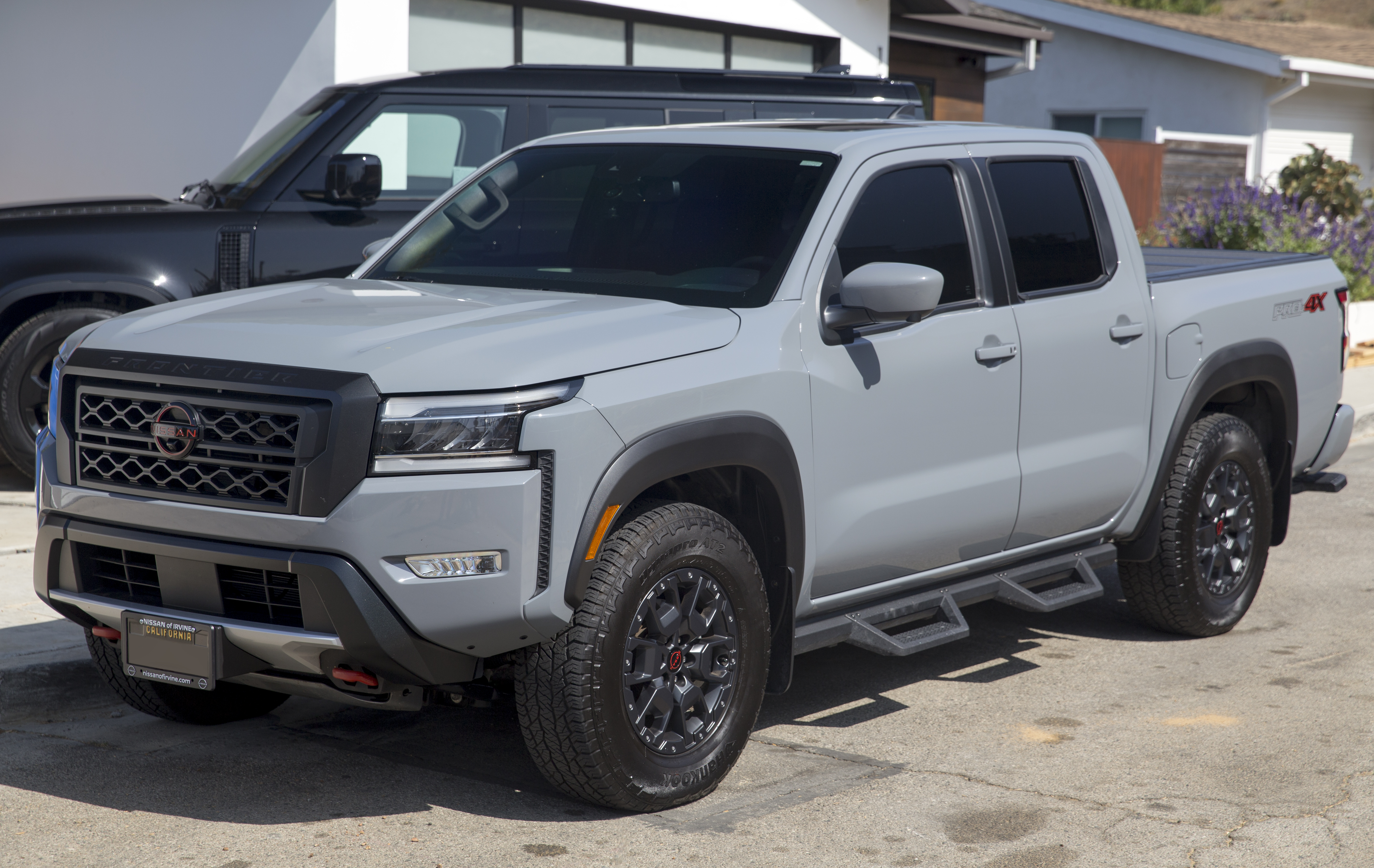
Nissan Frontier Crew Cab Pro-4X

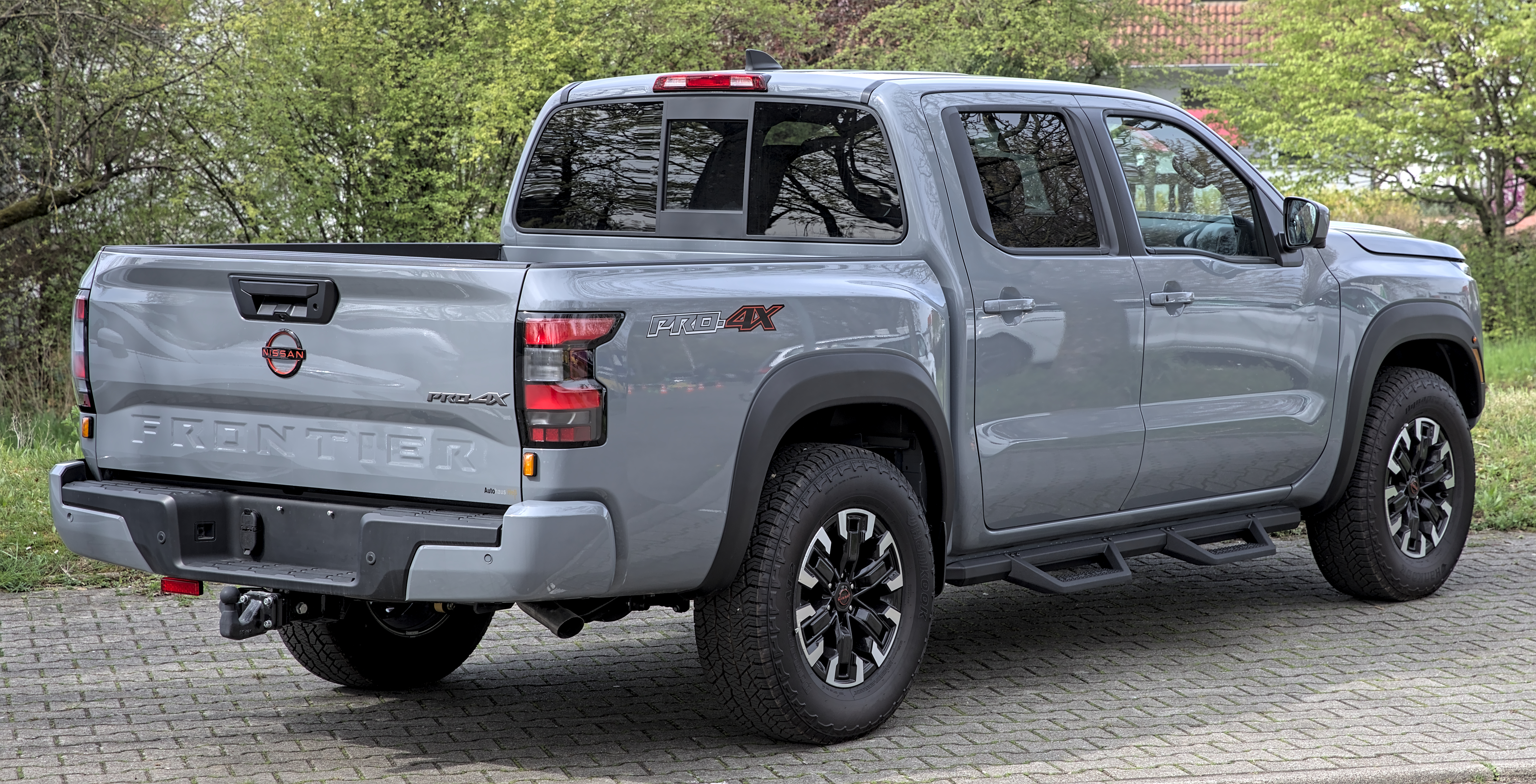

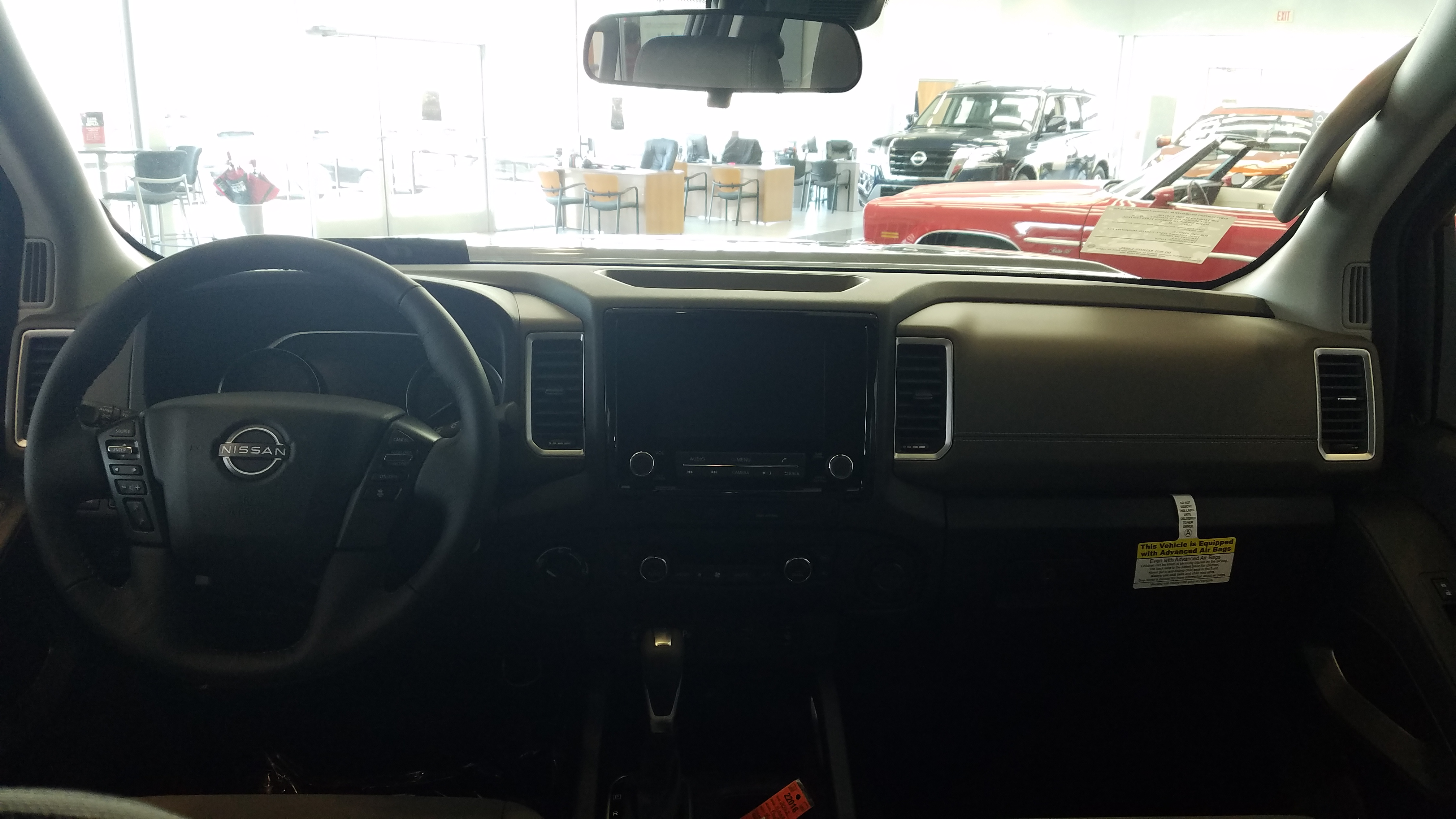
Салон Frontier D41

Перша спеціальна модель Frontier D41 для ринку Північної Америки, яка не подібна зі світовою, була представлена 4 лютого 2021 року як модель третього покоління для модельного року 2022 року. Frontier третього покоління на 13 дюймів довший, ніж Frontier другого покоління. Автомобіль збудований на переглянутому високоміцному сталевому шасі східчастого типу Nissan F-Alpha platform, перенесеному з вихідної моделі. Пропонується розширений макет кабін King та кабіни екіпажу з заднім або повним приводом, а також опціями довжини вантажної коробки на п'ять і шість футів. Nissan заявляв, що транспортний засіб здатний перевозити до 1610 фунтів (730 кг) корисного навантаження або буксирувати до 6720 фунтів (3048 кг).
Базова система мультимедіа оновленого Nissan Frontier 2022 має 8-дюймовий сенсорний дисплей та стандартні Android Auto і CarPlay.

### Двигуни
- 3.8 л VQ38DD V6 310 к.с.

## Nissan Frontier Pro (Z9; з 2025)

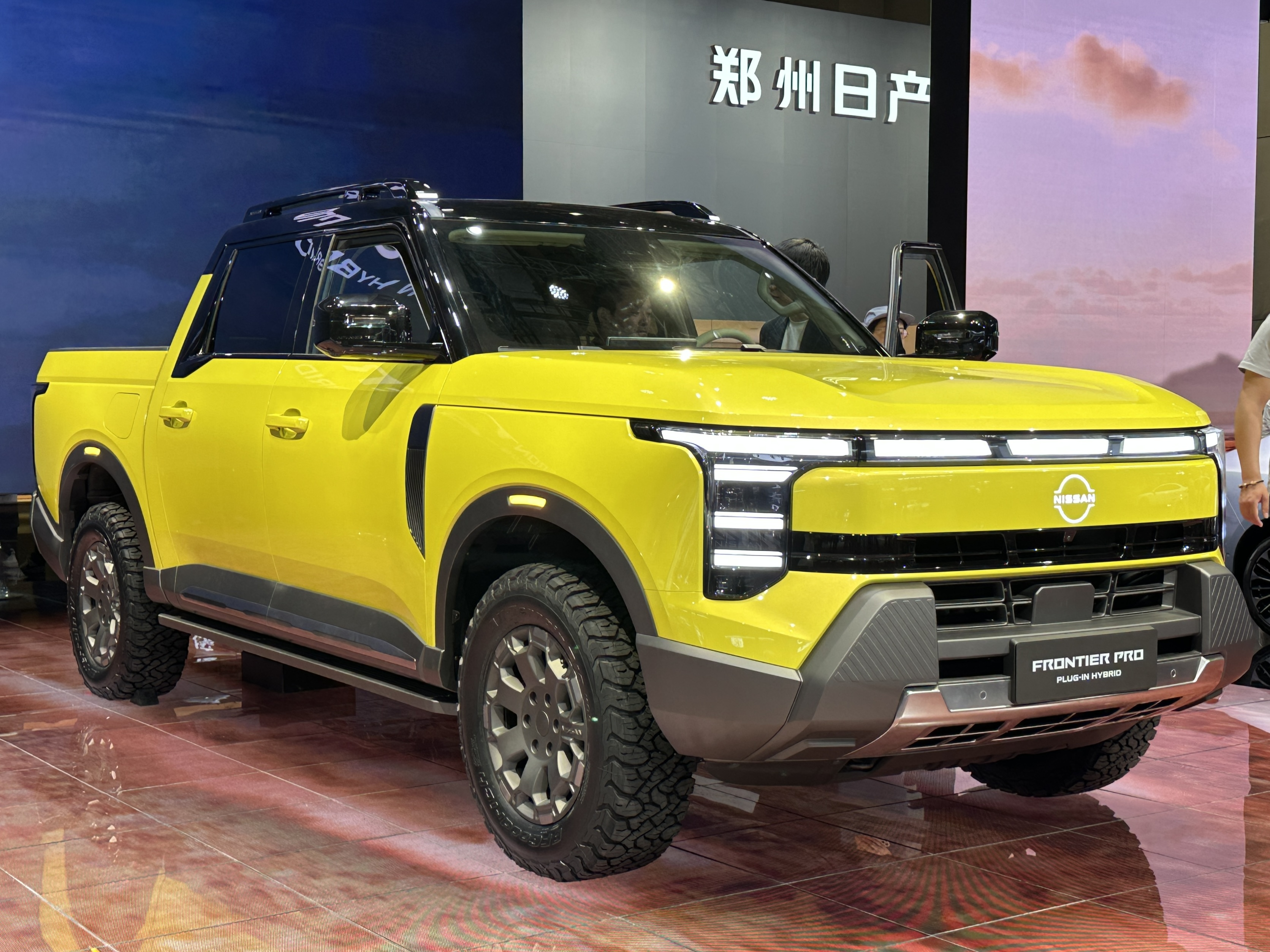
Nissan Frontier Pro PHEV

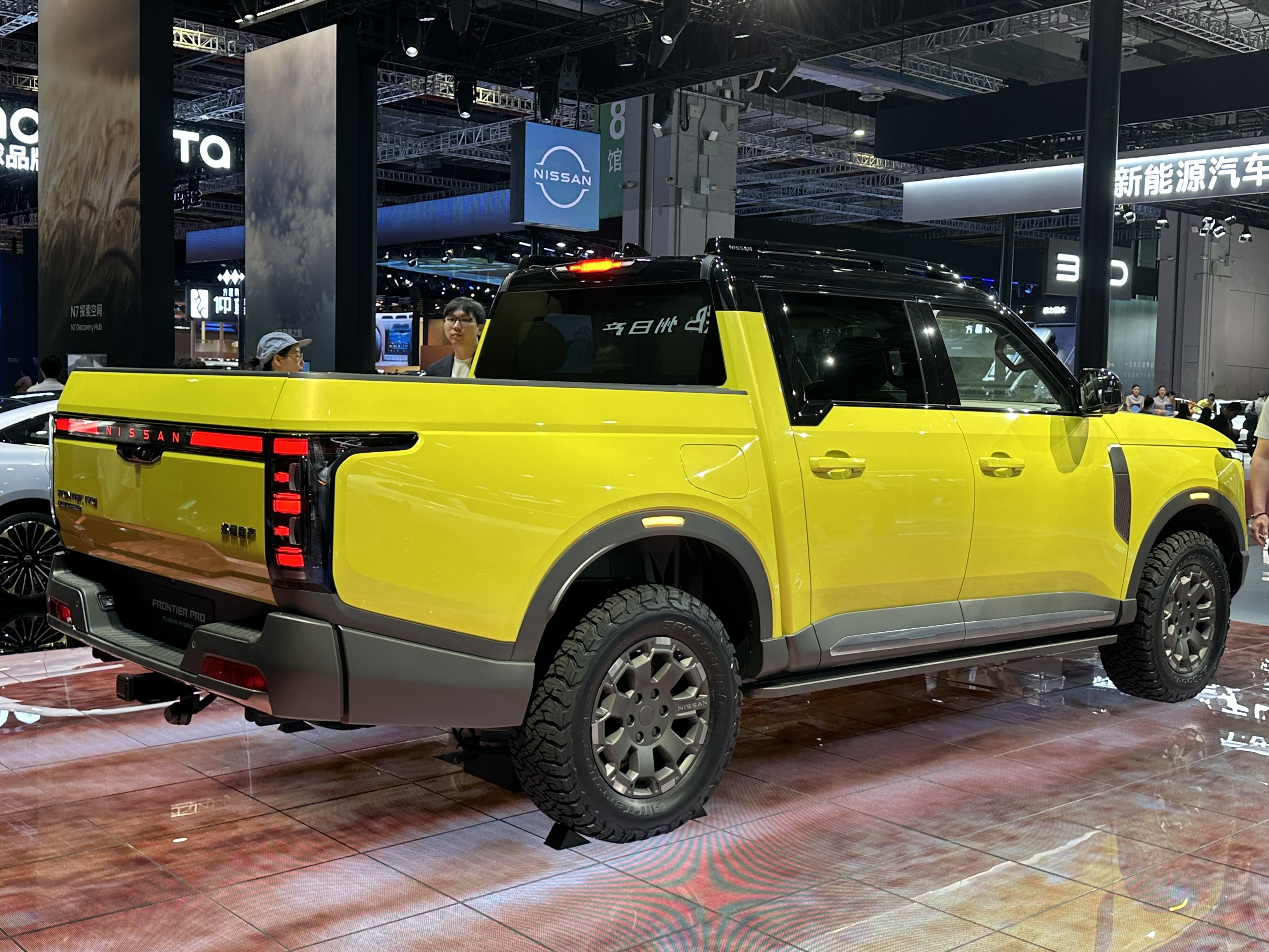
Nissan Frontier Pro PHEV

Nissan Frontier Pro або Dongfeng Z9 — пікап, що виробляється спільним підприємством Dongfeng Nissan корпорації Dongfeng Motor та Nissan Motor Co., Ltd.
Z9 — це 4-дверний пікап, більший за Nissan Frontier, призначений для північноамериканського ринку. Очікується, що пікап продаватиметься лише в Китаї. Доступні бензинові, дизельні та гібридні моделі з підзарядкою від мережі.

### Двигуни
Бензиновий
- 2.0 L turbo I4 258 к.с.

Дизельний
- 2.3 L turbo diesel I4 190 к.с.

Бензиновий hybrid
- 1.5 L turbo I4 322/402/429 к.с.